# Życzenie śmierci 3
Życzenie śmierci 3 (ang. Death Wish 3) – amerykański film sensacyjny z 1985 w reżyserii Michaela Winnera. Jest to trzecia część popularnego cyklu z Charlesem Bronsonem wcielającym się w rolę samotnego mściciela Paula Kerseya. Zdjęcia kręcono w Nowym Jorku i Londynie.

## Fabuła
Paul Kersey powraca do Nowego Jorku, by odwiedzić swego starego przyjaciela, Charleya. Przed jego przyjazdem mężczyzna pada ofiarą napadu we własnym mieszkaniu, za który odpowiada lokalny gang, dowodzony przez bezwzględnego Frakera. Paul zostaje aresztowany pod zarzutem morderstwa Charleya. Szef policji, porucznik Shriker, rozpoznaje w zatrzymanym „Mściciela”, po czym proponuje mu potajemny układ: wypuści go na wolność, jeśli pomoże on w walce z miejscowymi bandytami. Kersey postanawia bronić pozostałych mieszkańców i po raz kolejny staje do walki z przestępcami.

## Obsada
- Charles Bronson – Paul Kersey
- Deborah Raffin – Kathryn Davis
- Martin Balsam – Bennett Cross
- Ed Lauter – porucznik Richard Shriker
- Gavin O’Herlihy – Fraker, przywódca gangu
- Joseph Gonzalez – Rodriquez
- Marina Sirtis – Maria, żona Rodriqueza
- Leo Kharibian – Eli Kaprov
- Hana Maria Pravda – pani Karpov, żona Eli'ego
- John Gabriel – Emil
- Mildred Shay – żona Emila
- Kirk Taylor – Giggler
- David Crean – Hector
- Ricco Ross – Kubańczyk
- Alex Winter – Hermosa
- Tony Spiridakis – Angel
- Tony Britts – Tulio
- Nelson Fernandez – Chaco
- Francis Drake – Charley
- Barbie Wilde – dziewczyna Frakera